# حارة أل صالح (مودية)
أل صالح هي إحدى حارات حي 14-أكتوبر بمدينة مودية التابعة لمحافظة أبين، بلغ تعداد سكانها 482 نسمة حسب تعداد اليمن لعام 2004.